# Au moment d'être à vous
Albums de Isabelle Boulay
Ses plus belles histoires
(2000) Tout un jour
(2004)
Au moment d'être à vous est le second album live de la chanteuse canadienne francophone Isabelle Boulay, sorti en septembre 2002. Celui-ci a connu un grand succès en Belgique, en France et en Suisse où il a atteint le top 10. Il est resté 57 semaines durant dans le classement des ventes d'album en France et a reçu un disque de platine SNEP.
Cet album est composé de chansons d'Isabelle Boulay issues de précédents albums studio ainsi que de reprises de chansons de divers artistes français.

## Liste des chansons
| #  | Titre                          | Durée | Artiste Original | Compositeurs                    |
| -- | ------------------------------ | ----- | ---------------- | ------------------------------- |
| 1  | Au moment d'être à vous        | 4:35  | Isabelle Boulay  | Didier Golemanas, Daniel Seff   |
| 2  | Avec le temps                  | 4:33  | Léo Ferré        | Léo Ferré                       |
| 3  | Monopolis                      | 4:27  | Starmania        | Michel Berger, Luc Plamondon    |
| 4  | Ma fille                       | 4:36  | Serge Reggiani   | Raymond Bernard, Eddy Marnay    |
| 5  | Mieux qu'ici-bas               | 4:14  | Isabelle Boulay  | Didier Golemanas, Daniel Seff   |
| 6  | Perce les nuages               | 4:10  | Isabelle Boulay  |                                 |
| 7  | Répondez-moi                   | 4:28  | Francis Cabrel   | Francis Cabrel                  |
| 8  | C'était l'hiver                | 4:00  | Francis Cabrel   | Francis Cabrel                  |
| 9  | Je t'oublierai, je t'oublierai | 3:42  | Isabelle Boulay  |                                 |
| 10 | Parle-moi                      | 3:48  | Isabelle Boulay  |                                 |
| 11 | Quelques Pleurs                | 3:50  | Isabelle Boulay  |                                 |
| 12 | Un jour ou l'autre             | 4:07  | Isabelle Boulay  |                                 |
| 13 | Non, je ne regrette rien       | 3:26  | Édith Piaf       | Michel Vaucaire, Charles Dumont |
| 14 | La Mamma                       | 5:34  | Charles Aznavour | Robert Gall                     |
| 15 | Et maintenant                  | 4:20  | Gilbert Bécaud   | Pierre Delanoë                  |
| 16 | Amsterdam (a capella)          | 3:46  | Jacques Brel     | Jacques Brel                    |
| 17 | Sans toi (bonus track)         | 3:41  | Isabelle Boulay  |                                 |

Il existe aussi une version canadienne avec moins de titres et certains différents :
1. Au moment d'être à vous
2. Le retour de Don Quichotte
3. Avec le temps
4. Pour un ami condamné
5. Monopolis
6. Brésil/Amor,amor/symphonie
7. Ma fille
8. Mieux qu'ici bas
9. C'était l'hiver
10. Non,je ne regrette rien
11. La Mamma
12. Et maintenant
13. Nos rivières

## Personnel
- Eric Arbour – ingénieur
- Karen Baskin – violoncelle
- Theodore Baskin – hautbois
- Jocelyne Bastien – alto sax
- Jacques Beaudoin – contrebasse
- Pierre Beaudry – trombone
- Marc Béliveau – violon
- Denis Bluteau – flute
- Chantale Boivin – alto sax
- Jean Sébastien Boucher – assistant enregistrement
- James Box – trombone
- Li Ke Chang – violoncelle
- Eric Chappell – contrebasse
- Marieandre Chevrette – violon
- Carolyn Christie – flute
- Janet Creaser – clavier
- Jonathan Crow – violon
- Robert Crowley – clarinette
- Denys Derome – assistant, cor
- Alain Desgagné – clarinette
- Serge Desgagnés – percussion
- Russell Devuyst – trompette
- Bruce Dixon – basse
- Pierre Djokic – violoncelle
- Marie Doré – violon
- Marianne Dugal – violon
- Sophie Dugas – violon
- Victor Eichenwald – violon
- Nicolò Eugelmi – alto sax
- Scott Feltheim – contrebasse
- Jean-Pierre Fortin – alto sax
- Xiao Hong Fu – violon
- Mary Ann Fujino – violon
- Jean Luc Ganon – trompette
- Claude Gassian – photographie
- Jean Gaudreault – cor
- Luis Grinhauz – violone
- Neal Gripp – alto sax
- Olga Gross – clavier
- Mathieu Harel – basson
- Joan Herschorn – contrebasse
- Timothy Hutchins – flute
- Sylvie Lambert – violoncelle
- Jason Lang – guitare acoustique
- Reynald LArchevêque – violon
- Jacques Lavallée – percussion, timbales
- Daniel Lavoie – assistant de production
- Simon Leclerc – arrangements, orchestration, direction musicale
- Vivian Lee – trombone
- Isabelle Lessard – violon
- Steve Levesque – basson
- Caroline Lizotte – harpe
- Andrei Malashenko – timbales
- David Marlowe – cor
- John Milner – cor
- Andre Moisan – clarinette, saxophone
- Katherine Palyga – violon
- Peter Parthun – violoncelle
- Myriam Pellerin – violon
- Christian Péloquin – guitare acoustique
- Monique Poitras – violone
- Véronique Potvin – alto sax
- David Quinn – saxophone
- Natalie Racine – saxophone
- François Rainville – ingénieur
- Brian Robinson – contrebasse
- Andre Roy – alto sax
- Michael Roy – percussion
- Gary Russell – violoncelle
- Denis Savage – ingénieur, mixage
- Claire Segal – violon
- Rosemary Shaw – saxo
- Virginia Spicer – piccolo
- Ben Stolow – saxo
- Eva Svensson – violon
- Pierre Tessier – violoncelle
- Steven VanGulik – trompette
- Edouard Wingell – contrebasse
- Daniel Yakymyshyn – violon
- Alexa Zirbel – hautbois
- John Zirbel – cor

## Classements et certifications

### Classements
| Pays   | Palmarès              | Position |
| ------ | --------------------- | -------- |
| Canada | Canadian Albums Chart | #7       |

### Certifications
| Pays     | Association      | Certification | Ventes/Équivalence |
| -------- | ---------------- | ------------- | ------------------ |
| Belgique | BEA              | Or            | 25 000             |
| France   | SNEP             | Platine       | 300 000            |
| Suisse   | IFPI Switzerland | Or            | 20 000             |